# سيريل بيتش
سيريل بيتش (بالإنجليزية: Cyril Beach)‏ (28 مارس 1909 في المملكة المتحدة - ) هو لاعب كرة قدم بريطاني (وحمل سابقاً جنسية المملكة المتحدة لبريطانيا العظمى وأيرلندا) في مركز مهاجم داخلي. لعب مع تشارلتون أثلتيك.